# Širjajev
Širjajev je priimek več oseb:
- Dimitrij Kirilovič Širjajev, sovjetski general
- Valerij Širjajev, ruski hokejist
- Sergej Širjajev, ruski smučarski tekač